# Claudia de Hoyos
Claudia de Hoyos es una actriz colombiana.

## Carrera
De Hoyos logró el reconocimiento nacional al interpretar el papel de Claudia Bustos en la serie de comedia Vuelo secreto a comienzos de la década de 1990. El éxito obtenido con esta serie la llevó a figurar en otras producciones para televisión en su país como Padres e Hijos (1993), Fiebre (1993), El hijo de Nadia (1993), Momposina (1994), Mascarada (1996), Hilos invisibles (1998) y Francisco el Matemático (1999).
Inició la década del 2000 con una aparición en la telenovela A dónde va Soledad. A partir de entonces ha registrado participación en producciones como En los tacones de Eva (2006), Cómplices (2008), La tusa (2015), Celia (2015) y más recientemente en El Barón (2019), interpretando el papel de Amparo Vélez.

## Filmografía

### Televisión
| Año       | Título                        | Personaje                          | Cadena             |
| --------- | ----------------------------- | ---------------------------------- | ------------------ |
| 1992-1999 | Vuelo secreto                 | Rosa Claudia Bustos                | Canal A            |
| 1993      | Padres e Hijos                |                                    | Canal Uno          |
| 1994      | Momposina                     |                                    | Canal RCN          |
| 1996-1997 | Mascarada                     | Helena                             | Canal A            |
| 2000-2001 | A dónde va Soledad            | Mayra Pascual                      | Canal A            |
| 2002-2004 | Francisco el Matemático       | Catalina Ortiz de Restrepo         | Canal RCN          |
| 2005      | Casados con hijos             | Gloria                             | Caracol Televisión |
| 2005      | Séptima puerta                | Ep: pena de muerte                 | Caracol Televisión |
| 2006-2008 | En los tacones de Eva         | Dilia Piraquive                    | Canal RCN          |
| 2008      | Cómplices                     | Mary Juana                         | Caracol Televisión |
| 2012      | Escobar, el patrón del mal    |                                    | Caracol Televisión |
| 2012      | Historias clasificadas        | Luisa Giraldo Ep: esposas por días | Canal RCN          |
| 2013-2014 | Mentiras perfectas            |                                    | Caracol Televisión |
| 2013-2014 | Alias el Mexicano             |                                    | Canal RCN          |
| 2014      | La viuda negra                |                                    | UniMas             |
| 2015      | La tusa                       |                                    | Caracol Televisión |
| 2015-2016 | Celia                         | Raquel Díaz                        | Canal RCN          |
| 2017      | La ley del corazón            |                                    | Canal RCN          |
| 2018      | Dios sabe como hace sus cosas | Ep: problemas internos             | Caracol Televisión |
| 2019      | El Barón                      | Amparo Vélez                       | Telemundo          |
| 2021      | Enfermeras                    | Mama de Fabiana                    | Canal RCN          |
| 2023-2024 | Rigo                          | Fiscal Flor Cristancho             | Canal RCN          |
| 2024      | Rojo carmesí                  | Susana Pérez Montero               | Canal RCN          |
| 2024      | Manes                         | Barbara                            | Prime Video        |

## Cine
- 1993 - Fiebre
- 1993 - El hijo de Nadia
- 1998 - Hilos invisibles